# Слобода (Куйский национальный вепсский сельсовет)
Слобода (вепс. Slabad) — деревня в Бабаевском районе Вологодской области.
Входит в состав Вепсского национального сельского поселения (с 1 января 2006 года по 13 апреля 2009 года входила в Куйское национальное вепсское сельское поселение), с точки зрения административно-территориального деления — в Куйский национальный вепсский сельсовет.
Расположена при впадении реки Пондолка в Иводу. Расстояние до районного центра Бабаево по автодороге — 134 км, до центра муниципального образования деревни Тимошино — 44 км. Ближайшие населённые пункты — Берег, Киндаево, Никонова Гора.
По переписи 2002 года население — 18 человек, из них 17 — вепсы.